# Gran Premio motociclistico delle Nazioni 1985
Il Gran Premio motociclistico delle Nazioni 1985 fu la quarta gara del Motomondiale 1985. Si disputò il 26 maggio 1985 sull'Autodromo Internazionale del Mugello e vide le vittorie di Freddie Spencer nelle classi 500 e 250 (ciò non accadeva dal Tourist Trophy 1976, quando Tom Herron vinse in entrambe le classi), di Pier Paolo Bianchi nella classe 125 e di Jorge Martínez nella classe 80.

## Classe 500

### Arrivati al traguardo
| Pos | Pilota              | Moto         | Giri | Tempo     | Griglia | Punti |
| --- | ------------------- | ------------ | ---- | --------- | ------- | ----- |
| 1   | Freddie Spencer     | Honda        | 27   | 55:42.720 | 1       | 15    |
| 2   | Eddie Lawson        | Yamaha       | 27   | +9.250    | 3       | 12    |
| 3   | Wayne Gardner       | Honda        | 27   | +47.940   | 5       | 10    |
| 4   | Randy Mamola        | Honda        | 27   | +54.340   | 6       | 8     |
| 5   | Christian Sarron    | Yamaha       | 27   | +1:01.450 | 4       | 6     |
| 6   | Ron Haslam          | Honda        | 27   | +1:13.420 | 7       | 5     |
| 7   | Raymond Roche       | Yamaha       | 27   | +1:17.990 | 2       | 4     |
| 8   | Franco Uncini       | Suzuki       | 27   | +1:20.820 | 10      | 3     |
| 9   | Robert McElnea      | Heron-Suzuki | 27   | +1:50.660 | 8       | 2     |
| 10  | Didier de Radiguès  | Honda        | 27   | +2:12.640 | 9       | 1     |
| 11  | Mike Baldwin        | Honda        | 26   | +1 giro   | 17      |       |
| 12  | Fabio Biliotti      | Honda        | 26   | +1 giro   | 14      |       |
| 13  | Boet van Dulmen     | Honda        | 26   | +1 giro   | 13      |       |
| 14  | Dave Petersen       | Honda        | 26   | +1 giro   | 23      |       |
| 15  | Tadahiko Taira      | Yamaha       | 26   | +1 giro   | 12      |       |
| 16  | Christian Le Liard  | Honda        | 26   | +1 giro   | 19      |       |
| 17  | Wolfgang von Muralt | Suzuki       | 26   | +1 giro   | 16      |       |
| 18  | Henk van der Mark   | Honda        | 26   | +1 giro   | 18      |       |
| 19  | Leandro Becheroni   | Suzuki       | 26   | +1 giro   | 21      |       |
| 20  | Marco Papa          | Suzuki       | 26   | +1 giro   | 20      |       |
| 21  | Karl Truchsess      | Honda        | 26   | +1 giro   | 22      |       |
| 22  | Gary Lingham        | Suzuki       | 24   | +3 giri   | 32      |       |
| 23  | Andreas Leuthe      | Suzuki       | 24   | +3 giri   | 34      |       |

### Ritirati
| Pilota           | Moto   | Giri | Motivo ritiro | Griglia |
| ---------------- | ------ | ---- | ------------- | ------- |
| Paolo Ferretti   | Honda  | 19   |               | 29      |
| Eero Hyvärinen   | Honda  | 18   |               | 24      |
| Paolo Cipriani   | Suzuki | 15   |               | 31      |
| Sito Pons        | Suzuki | 12   |               | 15      |
| Keith Huewen     | Honda  | 11   |               | 26      |
| Massimo Broccoli | Paton  | 7    |               | 25      |
| Roberto Balbi    | Suzuki | 1    |               | 30      |
| Neil Robinson    | Suzuki | 0    |               | 28      |

### Non partiti
| Pilota            | Moto             | Griglia |
| ----------------- | ---------------- | ------- |
| Takazumi Katayama | Honda            | 11      |
| Armando Errico    | Honda            | 27      |
| Thierry Espié     | Chevallier-Honda | 33      |

## Classe 250
38 piloti qualificati.

### Arrivati al traguardo
| Pos | Pilota                 | Moto          | Tempo     | Griglia | Punti |
| --- | ---------------------- | ------------- | --------- | ------- | ----- |
| 1   | Freddie Spencer        | Honda         | 42:29.960 | 2       | 15    |
| 2   | Carlos Lavado          | Yamaha        | +2.800    | 3       | 12    |
| 3   | Fausto Ricci           | Honda         | +32.900   | 4       | 10    |
| 4   | Loris Reggiani         | Aprilia       | +36.030   | 8       | 8     |
| 5   | Anton Mang             | Honda         | +36.290   | 6       | 6     |
| 6   | Roland Freymond        | Yamaha        | +59.670   | 17      | 5     |
| 7   | Jacques Cornu          | Honda         | +59.910   | 21      | 4     |
| 8   | Reinhold Roth          | Yamaha        | +1:00.040 | 18      | 3     |
| 9   | Alan Carter            | Honda         | +1:01.740 | 19      | 2     |
| 10  | Pierre Bolle           | Parisienne    | +1:07.670 | 13      | 1     |
| 11  | Juan Garriga           | Cobas-Rotax   | +1:19.810 | 26      |       |
| 12  | Harald Eckl            | Juchem-Yamaha | +1:27.720 | 25      |       |
| 13  | Massimo Matteoni       | Honda         | +1:27.720 | 31      |       |
| 14  | Thierry Rapicault      | Yamaha        | +1:28.900 | 15      |       |
| 15  | Dominique Sarron       | Honda         | +1:29.580 | 27      |       |
| 16  | Ivan Palazzese         | Yamaha        | +1:30.000 | 35      |       |
| 17  | Antonio Neto           | Cobas-Rotax   | +1:30.070 | 32      |       |
| 18  | Siegfried Minich       | Yamaha        | +1:43.160 | 16      |       |
| 19  | Karl-Thomas Grässel    | Honda         | +1:51.290 | 33      |       |
| 20  | Jean-Louis Guignabodet | MIG-Rotax     | +1:54.740 | 34      |       |
| 21  | René Delaby            | Rotax         | +1 giro   | 36      |       |
| 22  | Gabriel Grabia         | Yamaha        | +1 giro   | 38      |       |
| 23  | Marcellino Lucchi      | Malanca       | +2 giri   | 22      |       |

### Ritirati
| Pilota               | Cotruttore | Griglia |
| -------------------- | ---------- | ------- |
| August Auinger       | Bartol     | 5º      |
| Carlos Cardús        | JJ Cobas   | 11º     |
| Stefano Caracchi     | Malanca    | 20º     |
| Geoff Fowler         | Arbizu     | 30º     |
| Toni Garcia          | JJ Cobas   | 28º     |
| Niall Mackenzie      | Armstrong  | 14º     |
| Jean-Michel Mattioli | Yamaha     | 24º     |
| Donnie McLeod        | Armstrong  | 12º     |
| Luis Miguel Reyes    | JJ Cobas   | 9º      |
| Maurizio Vitali      | Garelli    | 7º      |
| Martin Wimmer        | Yamaha     | 1º      |

### Non qualificati
| Pilota             | Moto       |
| ------------------ | ---------- |
| Jean Foray         | Chevallier |
| Fabio Marcaccini   | Yamaha     |
| Davide Tardozzi    | MBA        |
| Jean-Luc Guillemet | Yamaha     |
| Michel Galbit      | Yamaha     |
| Vincenzo Cascino   | Cobas      |
| Andy Watts         | EMC        |
| Patrick Fernandez  | Cobas      |
| Gianfranco Singer  | Ametoli    |
| Philippe Pagano    | Yamaha     |
| Hubert Abold       | Honda      |
| Éric Saul          | Parenti    |
| Hans Becker        | Yamaha     |
| Mario Rademeyer    | Yamaha     |

## Classe 125
36 piloti qualificati.

### Arrivati al traguardo
| Pos | Pilota             | Moto          | Tempo     | Griglia | Punti |
| --- | ------------------ | ------------- | --------- | ------- | ----- |
| 1   | Pier Paolo Bianchi | MBA           | 44:18.170 | 4       | 15    |
| 2   | Ezio Gianola       | Garelli       | +16.730   | 5       | 12    |
| 3   | Lucio Pietroniro   | MBA           | +27.690   | 9       | 10    |
| 4   | Bruno Kneubühler   | LCR-MBA       | +49.400   | 6       | 8     |
| 5   | Jean-Claude Selini | MBA (ABF)     | +49.480   | 8       | 6     |
| 6   | Johnny Wickström   | MBA (Tunturi) | +53.260   | 19      | 5     |
| 7   | Jussi Hautaniemi   | MBA           | +1:09.390 | 14      | 4     |
| 8   | Andrés Sánchez     | MBA           | +1:15.300 | 29      | 3     |
| 9   | Jakcy Hutteau      | MBA           | +1:43.250 | 20      | 2     |
| 10  | Michel Escudier    | MBA (GMV)     | +1:57.660 | 25      | 1     |
| 11  | Willy Pérez        | MBA (Zanella) | +2:13.570 | 17      |       |
| 12  | Boy van Erp        | MBA           | +1 giro   | 28      |       |
| 13  | Willy Hupperich    | MBA (Seel)    | +1 giro   | 24      |       |
| 14  | Peter Balaz        | MBA           | +1 giro   | 31      |       |

### Ritirati
| Pilota             | Moto    | Motivo | Griglia |
| ------------------ | ------- | ------ | ------- |
| August Auinger     | MBA     |        | 1       |
| Fausto Gresini     | Garelli |        | 2       |
| Luca Cadalora      | MBA     |        | 3       |
| Domenico Brigaglia | MBA     |        | 7       |
| Giuseppe Ascareggi | MBA     |        | 10      |
| Mike Leitner       | MBA     |        | 11      |
| Alfred Waibel      | MBA     |        | 12      |
| Thierry Feuz       | MBA     |        | 13      |
| Ian McConnachie    | Krauser |        | 15      |
| Esa Kytölä         | MBA     |        | 16      |
| Olivier Liégeois   | MBA     |        | 18      |
| Anton Straver      | MBA     |        | 21      |
| Robin Appleyard    | MBA     |        | 22      |
| Fernando Gonzalez  | MBA     |        | 23      |
| Norbert Peschke    | MBA     |        | 26      |
| Steve Mason        | MBA     |        | 27      |
| Helmut Lichtenberg | MBA     |        | 30      |
| Robert Hmeljak     | MBA     |        | 32      |
| Wilhelm Lücke      | MBA     |        | 33      |
| Christoph Bürki    | MBA     |        | 34      |
| Fabio Meozzi       | MBA     |        | 35      |
| Bady Hassaine      | MBA     |        | 36      |

## Classe 80
37 piloti qualificati.

### Arrivati al traguardo
| Pos | Pilota              | Moto         | Tempo     | Griglia | Punti |
| --- | ------------------- | ------------ | --------- | ------- | ----- |
| 1   | Jorge Martínez      | Derbi        | 37:13.700 | 2       | 15    |
| 2   | Manuel Herreros     | Derbi        | +6.530    | 3       | 12    |
| 3   | Stefan Dörflinger   | Krauser      | +6.530    | 1       | 10    |
| 4   | Ian McConnachie     | Krauser      | +11.720   | 5       | 8     |
| 5   | Paul Rimmelzwaan    | Harmsen      | +1:02.560 | 11      | 6     |
| 6   | Juan Ramön Bolart   | Autisa       | +1:42.190 | 8       | 5     |
| 7   | Jean-Marc Velay     | GMV-Casal    | +1:51.690 | 21      | 4     |
| 8   | Giuliano Tabanelli  | BBFT         | +1:51.690 | 26      | 3     |
| 9   | Jaimie Lodge        | Krauser      | +1 giro   | 20      | 2     |
| 10  | Günter Schirnhofer  | Krauser      | +1 giro   | 15      | 1     |
| 11  | Serge Julin         | Bakker-Casal | +1 giro   | 25      |       |
| 12  | Vittorio Sblendorio | Mancini      | +1 giro   | 16      |       |
| 13  | Salvatore Milano    | Casal        | +1 giro   | 22      |       |
| 14  | Steve Mason         | MBA          | +1 giro   | 19      |       |
| 15  | Johann Auer         | Eberhardt    | +1 giro   | 33      |       |
| 16  | Nicola Casadei      | Casal        | +1 giro   | 23      |       |
| 17  | Bernd Rossbach      | HuVo-Casal   | +1 giro   | 31      |       |
| 18  | Joachim Gali        | Derbi        | +1 giro   | 35      |       |
| 19  | Massimo Fargeri     | RB           | +1 giro   | 24      |       |
| 20  | Richard Bay         | Rupp         | +1 giro   | 17      |       |
| 21  | Thomas Engl         | Esch         | +1 giro   | 34      |       |
| 22  | Herri Torrontegui   | JJ-Cobas     | +1 giro   | 37      |       |
| 23  | Pasquale Buonfante  | Garelli      | +1 giro   | 30      |       |
| 24  | Hans Koopman        | Ziegler      | +1 giro   | 18      |       |

### Ritirati
| Pilota              | Moto       | Motivo | Griglia |
| ------------------- | ---------- | ------ | ------- |
| Gerd Kafka          | Seel       |        | 4       |
| Bruno Casanova      | Lusuardi   |        | 6       |
| Theo Timmer         | Huvo-Casal |        | 7       |
| Gerhard Waibel      | Seel       |        | 9       |
| Hans Spaan          | Huvo-Casal |        | 10      |
| Reinhard Koberstein | Seel       |        | 12      |
| Henk van Kessel     | Huvo-Casal |        | 13      |
| Alojz Pavlič        | Seel       |        | 14      |
| Paolo Priori        | Lusuardi   |        | 27      |
| Ramon Gali          | Bultaco    |        | 28      |
| Mario Stocco        | Unimoto    |        | 29      |
| Domingo Gil Blanco  | Autisa     |        | 32      |
| Thomas Engl         | Esch       |        | 34      |
| Chris Baert         | Eberhardt  |        | 36      |